# El Bacilón
El Bacilón est une bande dessinée espagnole illustrée par Francisco Ibáñez, appartenant à la franchise Mortadel et Filémon, éditée en 1983.

## Synopsis
La pollution dans les villes augmente de jour en jour. Il y a de la saleté, des microbes, des bacilles, etc. L'ampleur de la pollution est telle que, soudainement et sans crier gare, un bacille aux proportions inimaginables, El Bacilón, fait son apparition. Ce bacille, sorte de Yéti de la contamination, effraie les habitants de la ville et Mortadel et Filémon doivent le trouver et l'éliminer.